# Peter Zipfel
Peter Zipfel (* 20. Oktober 1956 in Freiburg im Breisgau) ist ein deutscher Skilangläufer.

## Werdegang
Zipfel wurde über 15 km drei Mal deutscher Meister (1976, 1977 und 1981). Bei den Olympischen Winterspielen 1980 ging er über 15 (26. Rang), 30 (40.) und 50 Kilometer (21.) an den Start. Außerdem war er Teil der 4-mal-10-Kilometer-Staffel, die mit Rang vier eine Medaille verpasste. Vier Jahre später bei den Winterspielen in Sarajevo trat Zipfel erneut über 30 Kilometer (33.) sowie über 50 Kilometer (38.) und in der 4-mal-10-Kilometer-Staffel (6.) an.

## Persönliches
Peter Zipfel ist der Bruder von Georg Zipfel, der selbst auch Skilangläufer war und an den Olympischen Winterspielen 1976 teilnahm.